# Elaphoglossum xiphiophorum
Elaphoglossum xiphiophorum är en träjonväxtart som beskrevs av John T. Mickel. Elaphoglossum xiphiophorum ingår i släktet Elaphoglossum och familjen Dryopteridaceae. Inga underarter finns listade.